# Tectaria draconoptera
Tectaria draconoptera là một loài thực vật có mạch trong họ Dryopteridaceae. Loài này được (D.C. Eaton) Copel. miêu tả khoa học đầu tiên năm 1907.